# Tempelgraven

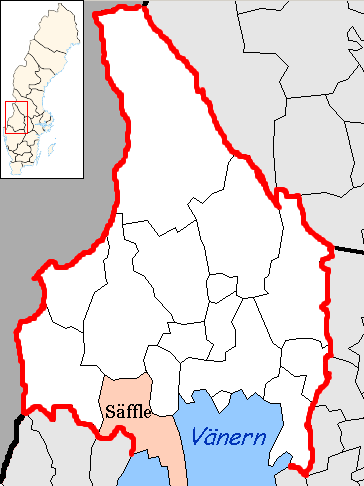
Lage in Värmland

Tempelgraven bei Säffle in Schweden ist Värmlands größte neolithische Steinkiste (2300–1800 v. Chr.). Sie liegt auf einer Lichtung südwestlich der Stadt am Fornminnesvägen.
Tempelgraven liegt in einem 0,5 m hohen ovalen Steinhügel von etwa 9,0 × 7,0 Meter. Die megalithische Steinkiste (schwedisch Hällkista) ist etwa 7,0 Meter lang und 1,5 Meter breit. Ihr südliches Ende ist nicht erhalten. Sie besteht aus zwei rechteckigen Kammern, die mittels einer Steinplatte von etwa 1,6 × 1,0 m getrennt sind. Die nördliche Kammer besteht aus einer 0,5–0,7 m hohen Platte an jeder Längsseite. Das Nordende bildet eine Platte mit Seelenloch. Die südliche Kammer besteht im Osten aus zwei Steinplatten, die größere ist 1,3 Meter hoch, und im Westen aus einer Steinplatte. Die Deckenplatten stehen oder liegen neben der Steinkiste.
Im frühen 20. Jahrhundert sollen bei einer illegalen Ausgrabung eine Pfeilspitze aus Feuerstein und Scherben gefunden worden sein.